# L'Obsédé (film, 1965)
Pour les articles homonymes, voir L'Obsédé et The Collector.
Pour plus de détails, voir Fiche technique et Distribution.
L'Obsédé (titre original : The Collector) est un film américano-britannique réalisé par William Wyler, sorti en 1965. C'est l'adaptation du roman L'amateur (en) de John Fowles, publié en 1963.
Le film raconte l'histoire de Freddie Clegg (Terence Stamp), un jeune homme solitaire et perturbé qui enlève Miranda Grey (Samantha Eggar), une étudiante en art dont il est obsédé. Clegg, collectionneur de papillons, traite sa captive comme l'un de ses spécimens, cherchant à gagner son affection tout en la gardant prisonnière dans la cave de sa maison isolée.
Les deux acteurs ont reçu des éloges pour leurs performances, notamment les Prix d'interprétation masculin et féminin au Festival de Cannes 1965. Le film explore des thèmes complexes tels que l'obsession, la captivité, les dynamiques de pouvoir et la nature de l'amour et de la liberté. Il est remarqué pour son atmosphère claustrophobique et sa tension psychologique croissante.
À sa sortie, il suscite des réactions mitigées de la part des critiques, certains louant son intensité psychologique tandis que d'autres le trouvent dérangeant. Cependant, au fil du temps, le film gagne en reconnaissance pour sa représentation nuancée de la psychologie de ses personnages et son exploration des thèmes sombres. Son influence se fait sentir dans de nombreux thrillers psychologiques ultérieurs traitant de la relation entre ravisseur et victime. Le film reste un exemple notable du cinéma des années 1960 abordant des sujets tabous et complexes.

## Synopsis
Freddie Clegg, petit employé de banque réservé et solitaire, chasse le papillon dans la campagne anglaise du Sussex. Il avise une grande maison proposée à la vente. Il s'introduit dans la propriété. Il descend à la cave, défendue par des toiles d'araignée, symboles de piège. Il vient de gagner 510 000 livres dans un jeu de loto. Il achète la maison.
Follement amoureux d'une jeune étudiante en art, Miranda Grey, il l'enlève et la séquestre dans sa nouvelle propriété. Au cours des jours, Miranda tente tour à tour de le menacer, le raisonner ou le charmer pour retrouver sa liberté, mais aucun de ses subterfuges ne réussit. Elle tente alors de le tuer en le frappant à la tête avec une pelle mais ne parvient qu'à le blesser. Freddie parvient à la ramener dans la cave froide et humide, mais le chauffage a été abîmé au cours de leurs luttes. Il se fait hospitaliser pendant trois jours. À son retour, il découvre Miranda frigorifiée et agonisante. Freddie se précipite chez un pharmacien mais revient trop tard, Miranda est morte de pneumonie. Il ne ressent finalement aucune culpabilité et l'enterre sous un chêne. La scène finale le montre derrière le volant de sa camionnette, traquant la jeune infirmière qui l'a soigné.

## Fiche technique
- Titre original : The Collector
- Titre français : L'Obsédé
- Réalisation : William Wyler
- Scénario : John Fowles, John Kohn et Stanley Mann, d'après le roman éponyme de John Fowles[2]
- Adaptation française: Max Morise
- Directeur artistique : John Stoll
- Décors de plateau : Frank Tuttle
- Montage : David Hawkins et Robert Swink
- Réalisateur de seconde équipe : Robert Swink
- Musique : Maurice Jarre
- Pays d'origine :  États-Unis /  Royaume-Uni
- Format : Couleurs - 1,85:1 - Mono - 35 mm
- Genre : Drame, thriller
- Durée : 119 minutes
- Date de sortie : 17 juin 1965 (États-Unis)

## Distribution
- Terence Stamp (VF : Michel Roux) : Freddie Clegg
- Samantha Eggar : Miranda Grey
- Mona Washbourne : Tante Annie
- Maurice Dallimore : Le voisin

## Production

### Scénario
Le scénario est écrit par Stanley Mann et John Kohn (en), basé sur le roman (en) de John Fowles. Cependant, Terry Southern contribue à une révision non créditée du script pour Wyler après que les producteurs aient exprimé leur mécontentement à la fin sombre du livre ; ils voulaient que Miranda s'échappe. La fin « plus heureuse » de Southern est rejetée par Wyler.

### Casting
Wyler considère un certain nombre d'acteurs pour les deux rôles principaux de Freddie Clegg et Miranda Grey, autour desquels le film tourne presque exclusivement. Sarah Miles et Natalie Wood sont envisagées pour le rôle de Miranda, et Anthony Perkins et Dean Stockwell pour celui de Freddie. Wyler choisit finalement les acteurs anglais Terence Stamp et Samantha Eggar parce qu'il pense qu'ils possèdent ensemble la bonne chimie de tension sexuelle et de maladresse. Wyler est également conscient que Stamp était attiré par Eggar alors que les deux étudiaient ensemble à la Webber Douglas Academy of Dramatic Art.
Le rôle secondaire de Tante Annie est joué par Mona Washbourne, tandis que Kenneth More est choisi pour le rôle de George Paston, ou « G.P. », un homme dans le roman d'origine à qui Miranda écrit beaucoup et qu'elle admire. Les scènes de More sont finalement coupées de la version finale du film. C'est l'unique film qu'il tourne à Hollywood.

### Tournage
Le tournage principal de L'Obsédé commence en mai 1964 aux studios de Columbia Pictures à Los Angeles en Californie. Des tensions entre Eggar, Wyler et Stamp surgissent après que Wyler ait demandé en privé à Stamp de rester dans son personnage et d'ignorer Eggar pendant le tournage. Wyler est également peu amical envers Eggar sur le plateau, car il pense que ce genre d'atmosphère lui fera ressentir un sentiment d'isolement, ce qui suscitera une meilleure performance. Fowles note que « le sport favori sur le plateau de Columbia est de se moquer d'elle dans son dos ». Le stress sur le tournage entraîne la perte de 4,5 kg par Eggar pendant les répétitions et elle bafouille ses répliques. « Je suppose que je devais me sentir piégée, et je l'étais » se souvient-elle. Trois semaines après le début des répétitions, Wyler licencie Eggar car il est mécontent de sa performance, ce qui entraîne l'arrêt de la production. Après que le réalisateur de la seconde unité ait terminé une lecture complète du scénario avec Eggar, elle est réembauchée à condition que l'actrice Kathleen Freeman lui serve de conseillère sur le plateau. Hors caméra, Eggar n'est autorisée à parler qu'à elle. Eggar déclare que Wyler est « 100% exigeant. Il vous pousse à votre maximum. Quand c'est fini, vous réalisez que vous avez fait le meilleur que vous pouviez ».
Un journaliste visitant le plateau pendant une journée de tournage note : « Le dialogue était délicat. Le mouvement de la caméra était difficile. C'était le genre de scène qui frotte les nerfs à vif et provoque des éclats d'humeur. Mais pas quand Wyler est derrière la caméra. Le réalisateur intrépide passe toute la matinée à répéter et à tourner la scène encore et encore. Stamp et Eggar sont aussi dociles et coopératifs que des néophytes ».
Fin juin 1964, la production se déplace en Angleterre pour le tournage des scènes extérieures, qui incluent des prises de vue en extérieur à Mount Vernon dans le quartier de Hampstead à Londres et à Forest Row dans le Sussex de l'Est. Les extérieurs de la maison de Freddie sont filmés dans une ferme âgée de 400 ans dans la campagne du Kent. Après la fin des prises de vue en Angleterre, la production retourne à Los Angeles, où le reste du tournage a lieu, se terminant à la mi-juillet. À la fin du tournage, Eggar a apparemment perdu un total de 6,4 kg.

### Post-production
La version originale de L'Obsédé dure trois heures. En raison de la pression de ses producteurs, Wyler est contraint de couper fortement le film au montage, supprimant 35 minutes de matériel de prologue avec Kenneth More. Il déclare : « Certaines des plus belles images que j'ai jamais tournées se sont retrouvées sur le sol de la salle de montage, y compris la partie de Kenneth ».

## Sortie
L'Obsédé est présenté en avant-première au Festival de Cannes le 3 mai 1965, où Terence Stamp et Samantha Eggar remportent les Prix d'interprétation masculin et féminin. C'est la première fois dans l'histoire du festival que deux acteurs du même film remportent les deux prix. Le film sort en Amérique du Nord à New York le 17 juin 1965. Il est présenté en avant-première à Londres le 13 octobre 1965.

### Accueil critique
Bosley Crowther du New York Times écrit que le personnage de Terence Stamp est « entièrement mystifiant et fascinant » au début, mais une fois qu'il devient évident que rien de plus ne sera appris sur lui, « il tend à devenir monotone et, finalement, une masse mélodramatique ». La critique de Crowther conclut que Wyler a fait « un film tentant et souvent surprenant, envoûtant, mais il n'a pas réussi à en faire plus qu'un thriller à faible intensité qui se fond dans une flaque conventionnelle de sang chaud vers la fin ». Une critique positive dans Variety qualifie le film de « réalisation solide et pleine de suspense du roman à succès de John Fowles », dirigée par Wyler « avec goût et imagination ». Philip K. Scheuer du Los Angeles Times écrit du film qu'il « ne touche aucune des émotions les plus vives - la plus forte qu'il puisse susciter est l'espoir, et celui-ci est anéanti encore et encore - mais il parvient à piquer la curiosité intellectuelle suffisamment pour attirer le spectateur de cinéma d'art en quête de l'étrange ou de l'insolite ».
Philip Kopper du The Washington Post le qualifie de « film fantastique » qu'il pense être plus fort que le roman parce que Wyler « a supprimé de nombreuses redondances et éléments collatéraux ». Écrivant pour The Courier-Journal, William Mootz loue le film pour son « atmosphère de tension oppressante » et pour être une « excursion angoissante dans la fiction d'horreur ».
Edith Oliver (en) du New Yorker critique le film comme étant « une fausse prétention qui prétend traiter sérieusement du comportement psychopathique mais ne peut être prise au sérieux même comme un thriller. Il n'évoque ni pitié, ni émerveillement, ni horreur, ni suspense, ni croyance, et qui se soucie de la manière dont cela se termine ? ». John Russell Taylor (en) de Sight and Sound écrit que bien que le film soit une « version diluée » du roman, « ce qui nous reste, bien que mince, est parfaitement clair et raconté de manière assez captivante ». Le Monthly Film Bulletin déclare que « toutes les tensions entre les scènes, les sous-courants sous ce que les personnages disent et font, semblent avoir disparu, laissant une bonne histoire bien racontée mais sans beaucoup de mordant. [...] D'un autre côté, le corps principal de l'histoire passe remarquablement bien ».
L'auteur du roman, John Fowles, insiste pour écrire lui-même le scénario pour la prochaine adaptation cinématographique de son œuvre Jeux pervers, apparemment motivé par sa déception avec ce film. Jeux pervers est un désastre critique, une partie du blâme étant attribuée à des réécritures drastiques du scénario de Fowles.
En 2023, sur l'agrégateur de critiques en ligne Rotten Tomatoes, L'Obsédé a un taux d'approbation de 82 %, basé sur 17 critiques.

### Distinctions
| Récompenses                                    | Catégorie                                 | Récipiendaire(s)               | Issue      | Ref.                 |
| ---------------------------------------------- | ----------------------------------------- | ------------------------------ | ---------- | -------------------- |
| Oscars                                         | Meilleur réalisateur                      | William Wyler                  | Nomination | [ 27 ] [ 28 ] [ 29 ] |
| Oscars                                         | Meilleure actrice                         | Samantha Eggar                 | Nomination | [ 27 ] [ 28 ] [ 29 ] |
| Oscars                                         | Meilleur scénario adapté                  | Stanley Mann et John Kohn (en) | Nomination | [ 27 ] [ 28 ] [ 29 ] |
| Festival de Cannes                             | Palme d'or                                | William Wyler                  | Nomination | [ 30 ]               |
| Festival de Cannes                             | Prix d'interprétation masculine           | Terence Stamp                  | Lauréat    | [ 30 ]               |
| Festival de Cannes                             | Prix d'interprétation féminine            | Samantha Eggar                 | Lauréat    | [ 30 ]               |
| Golden Globes                                  | Meilleur film dramatique                  | Meilleur film dramatique       | Nomination | [ 31 ]               |
| Golden Globes                                  | Meilleure actrice dans un film dramatique | Samantha Eggar                 | Lauréat    | [ 31 ]               |
| Golden Globes                                  | Meilleure réalisation                     | William Wyler                  | Nomination | [ 31 ]               |
| Golden Globes                                  | Meilleur scénario                         | Stanley Mann et John Kohn      | Nomination | [ 31 ]               |
| Laurel Awards                                  | Meilleur drame                            | Meilleur drame                 | 5e place   |                      |
| Laurel Awards                                  | Meilleure actrice dramatique              | Samantha Eggar                 | Nomination |                      |
| Prix Sant Jordi                                | Meilleur film étranger                    | William Wyler                  | Lauréat    | [ 32 ]               |
| Prix Sant Jordi                                | Meilleure actrice dans un film étranger   | Samantha Eggar                 | Lauréat    | [ 32 ]               |
| Association des critiques de cinéma turcs (en) | Meilleur film étranger                    | Meilleur film étranger         | 3e place   |                      |
| Writers Guild of America Awards                | Meilleur scénario dramatique              | Stanley Mann et John Kohn      | Nomination | [ 33 ]               |

### VHS et DVD
Aux États-Unis, Columbia Pictures Home Entertainment sort pour la première fois L'Obsédé sur VHS en 1980. Sony Pictures Home Entertainment édite un DVD le 9 octobre 2002. Un Blu-ray est ensuite publié par Image Entertainment (en) en 2011. Le 24 septembre 2018, la société britannique Powerhouse Films sort un Blu-ray non localisé dans leur série limitée Indicator ; cette édition comprend de nombreuses interviews et du matériel d'archive en bonus. Cela marque la première disponibilité du film en blu-ray au Royaume-Uni.

## Commentaires
« C'est l'histoire de ce jeune homme, moqué par ses collègues de bureau, inhibé avec les femmes, possesseur d'une camionnette et collectionneur de papillons que conte William Wyler dans ce qui apparaît comme son testament cinématographique. »

## Postérité
Le scénario de ce film a inspiré plusieurs tueurs en série, Christopher Wilder, Robert Berdella, Charles Ng et Leonard Lake.